# Esclassan-Labastide
Esclassan-Labastide is een gemeente in het Franse departement Gers (regio Occitanie) en telt 325 inwoners (2004). De plaats maakt deel uit van het arrondissement Mirande.

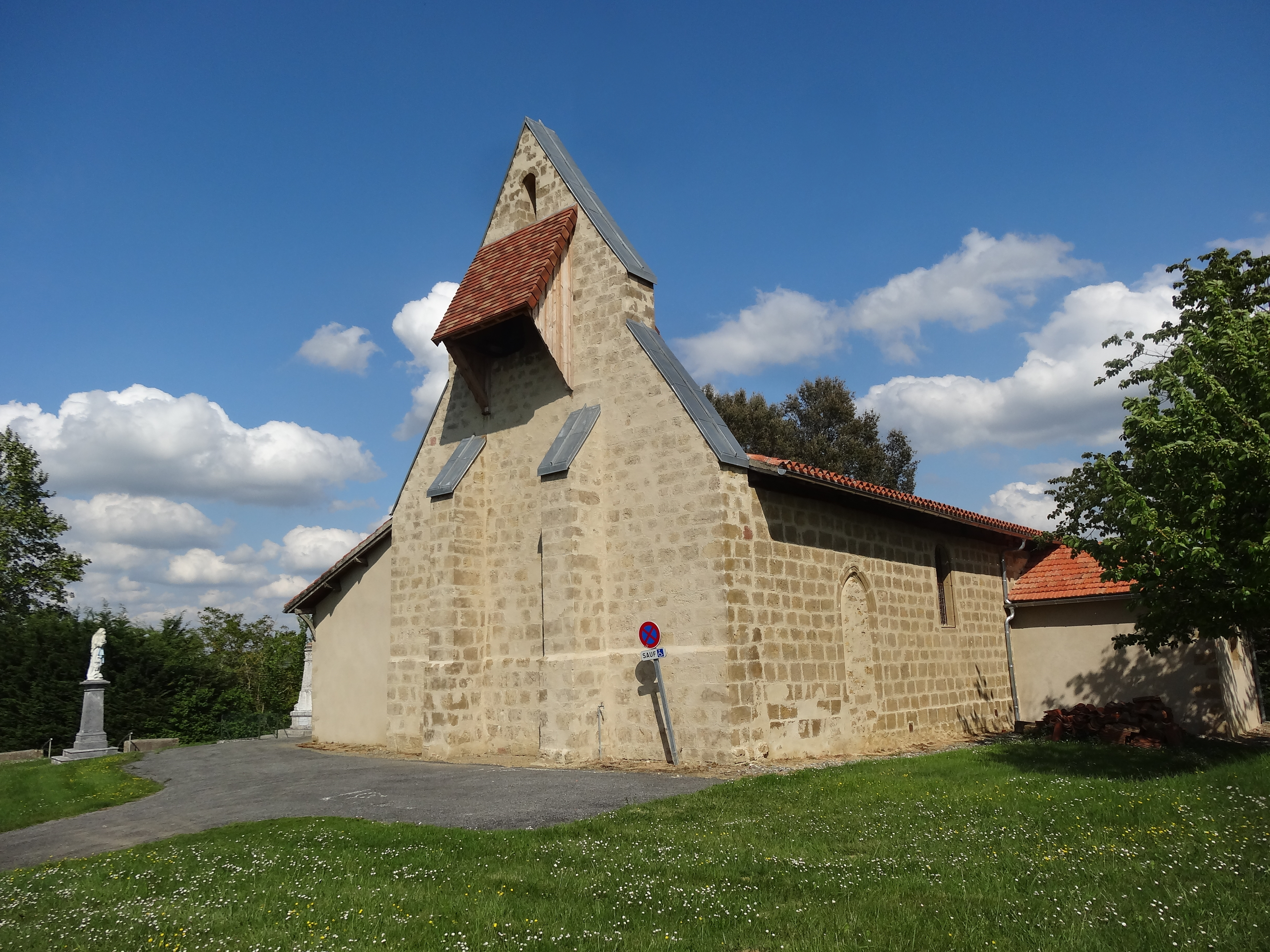
Kerk Saint-Pierre in Esclassan
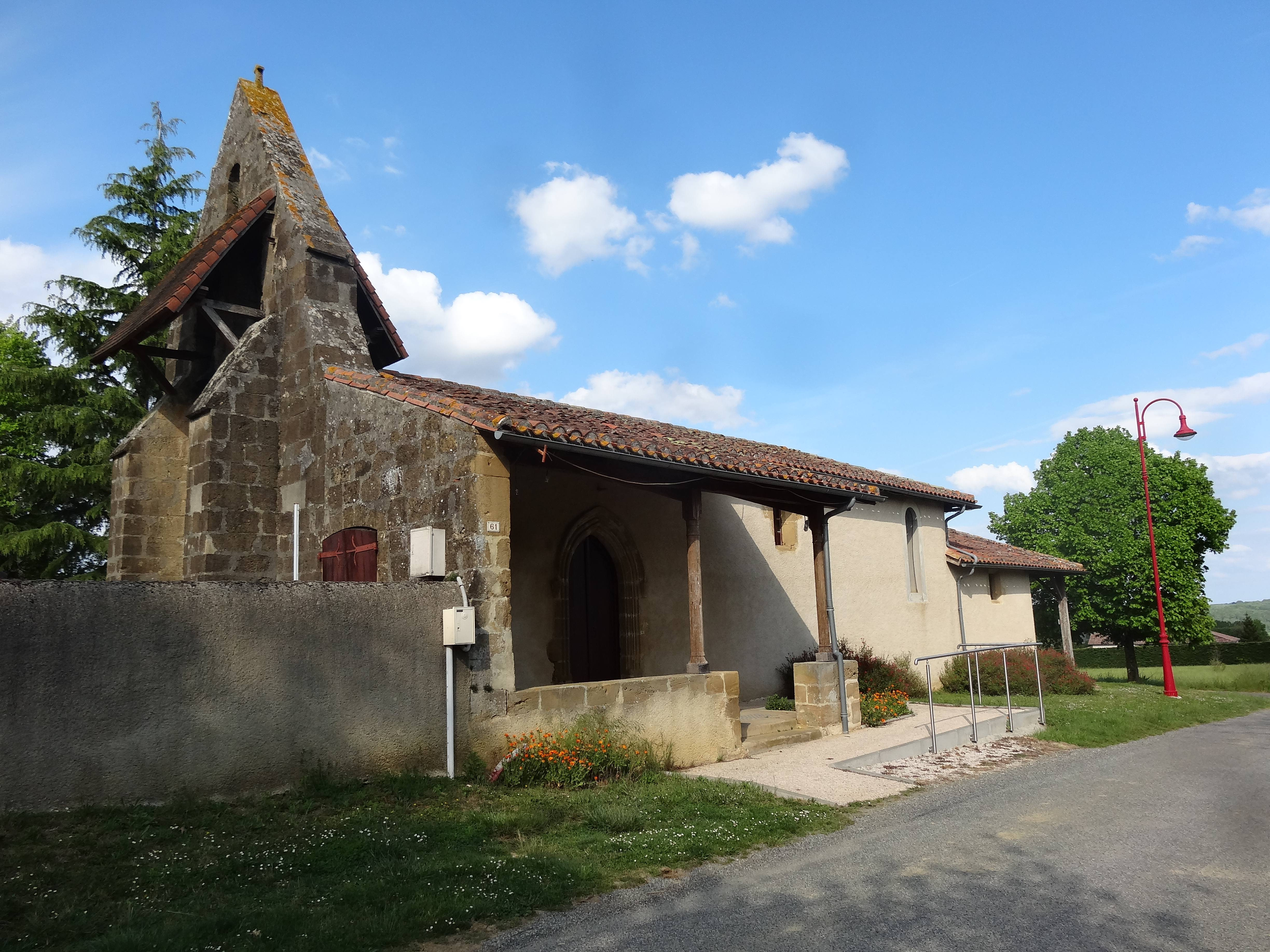
Kerk Nativité-de-la-Vierge in Labastide

## Geografie
De oppervlakte van Esclassan-Labastide bedraagt 11,7 km², de bevolkingsdichtheid is 27,8 inwoners per km².
De onderstaande kaart toont de ligging van Esclassan-Labastide met de belangrijkste infrastructuur en aangrenzende gemeenten.

## Demografie
Onderstaande figuur toont het verloop van het inwonertal (bron: INSEE-tellingen).